# Вачаган II
Вачаган II (*д/н —бл. 383) — цар Кавказької Албанії у 378—383 роках.

## Життєпис
Походив з династії Албанських Аршакідів. Старший син царя Урнайра. У 371 році після важкого поранення батька стає його співволодарем. У 378 році після смерті Урнайра стає новим царем. У союзі з Персією продовжив війну проти Римської імперії. Війська Вачагана II діяли у Великій Вірменії, проте він не дожив до завершення війни. 
Водночас усіляко підтримував поширення християнства в своїй державі, відкидаючи намагання Сасанідів з Персії поширити в Кавказькій Албанії зороастризм. Йому спадкував брат Мірхаван.